# خوفرت فلینک
خوفرت فلینک (انگلیسی: Govert Flinck، (زادهٔ ۲۵ ژانویه ۱۶۱۵ - درگذشته ۲ فوریه ۱۶۶۰) نقاش هلندی عصر طلایی هلند بود که به خاطر تک‌چهره‌نگاری‌ها و نقاشی‌های تاریخی‌اش شهرت دارد.

## زندگی
خوفرت فلینک در شهر کلِیفه، مرکز دوک‌نشین کلیفه که در آن زمان تحت اشغال استان‌های متحده بود، به دنیا آمد. پدرش او را به یک تاجر ابریشم سپرد، اما چون مخفیانه به حکاکی و طراحی علاقه‌مند شده بود، به لیوواردن فرستاده شد تا در خانه لامبرت یاکوبس‌زون، واعظ دوره‌گرد منونایت که بیشتر به عنوان مبلغ مذهبی شناخته می‌شد تا نقاش، زندگی کند.
در آنجا، فلینک با یاکوب بکر آشنا شد و همراهی با جوانی که مانند خودش مصمم به هنرمند شدن بود، اشتیاق او را به نقاشی بیشتر کرد. در میان همسایگان یاکوبس‌زون در لیوواردن، پسران و بستگان رومبرتوس فان اولنبورگ بودند که دخترش ساسکیا در سال ۱۶۳۴ با رامبرانت ازدواج کرد. دیگر اعضای این خانواده در آمستردام زندگی می‌کردند و به‌طور حرفه‌ای یا آماتور به هنر می‌پرداختند. شاگردان لامبرت احتمالاً از طریق ارتباط با اولنبورگ‌ها با رامبرانت آشنا شدند. یواخیم فون ساندرات، که در سال ۱۶۳۷ از هلند بازدید کرد، فلینک را به عنوان یکی از بهترین شاگردان رامبرانت شناخت که به‌طور معمول در خانه هندریک فان اولنبورگ، دلال هنری در آمستردام، زندگی می‌کرد.
فلینک سال‌ها به سبک رامبرانت کار کرد و در تمام آثاری که بین سال‌های ۱۶۳۶ تا ۱۶۴۸ خلق کرد، از سبک استادش پیروی نمود. با این حال، با آرزوی تبدیل شدن به یک نقاش تاریخی، به فرم‌های برجسته و حرکات باشکوه پیتر پل روبنس توجه کرد که منجر به دریافت سفارش‌های زیادی برای نقاشی‌های رسمی و دیپلماتیک شد.
رابطه فلینک با کلوه به مرور زمان بسیار مهم شد. او به دربار فریدریش ویلهلم اول، امرای انتخابگر براندنبورگ که دوک‌نشین را در اختیار داشت و در سال ۱۶۴۶ با لوئیزا از اورنج ازدواج کرد، معرفی شد. او همچنین حمایت جان موریس از ناسائو را که در سال ۱۶۴۹ به عنوان حاکم کلوه منصوب شد، به دست آورد.
فلینک در سال ۱۶۵۲ شهروند آمستردام شد و در سال ۱۶۵۶ با سوفی فان در هوون، دختر یکی از مدیران کمپانی هند شرقی هلند، ازدواج کرد. او در محافل اشرافی که برادران کورنلیس و آندریس د گراف و شهردار جان سیکس بر آنها ریاست می‌کردند، به خوبی شناخته شده بود و با شاعر یوست فان دن وندل و خزانه‌دار یوهانس آیتنبورگارد رابطه نزدیکی داشت. در خانه‌اش که با مجسمه‌های آنتیک، لباس‌ها و مجموعه نفیسی از نقاشی‌ها تزئین شده بود، اغلب از جان موریس، حاکم کلیفه، پذیرایی می‌کرد که پرتره‌اش هنوز در اثر کاسپار بارلائوس، محقق برجسته، حفظ شده است. فلینک در ۲ فوریه ۱۶۶۰ در آمستردام درگذشت.

## آثار
قدیمی‌ترین اثر معتبر فلینک، تک‌چهره‌ای از یک بانو با تاریخ ۱۶۳۶ است که در گالری براونشوایگ نگهداری می‌شود. اولین نقاشی موضوعی او، «برکت یعقوب» (۱۶۳۸) است که در موزه ملی آمستردام (Rijksmuseum) قرار دارد. هر دو اثر از نظر تأثیرگذاری، قدرت لمس و گرمای رنگ‌های پوست، کاملاً به سبک رامبرانت هستند.
«چهار نگهبان شهری» (۱۶۴۲) و «دوازده تفنگدار» با رئیسشان که بر روی صندلی راحتی نشسته است (۱۶۴۸) که در کاخ سلطنتی آمستردام (Stadhuis) قرار دارند، نمونه‌های خوبی از نقاشی‌های گروهی هستند. اما بهترین اثر فلینک در این سبک، «صلح مونستر» در موزه ملی آمستردام است، یک بوم نقاشی با ۱۹ چهره در اندازه واقعی که چهره‌هایشان پر از شور و نشاط است، «با رنگ‌های درخشان رامبرانت» و به طرز تحسین‌برانگیزی توزیع شده‌اند. فلینک در این نقاشی، تصویر خود را در سمت چپ درگاه نقاشی کرده است.
دوره سبک‌پردازی فلینک به وضوح در نقاشی‌های «مارکوس کوریوس دنتاتوس هدایای سامنی‌ها را رد می‌کند» و «سلیمان که خرد را دریافت می‌کند» که در کاخ سلطنتی آمستردام قرار دارند، نشان داده شده است. در اینجا، فلینک بیشترین نقص‌ها را نشان می‌دهد، زیرا در چیدمان ناقص، در رنگ‌آمیزی پر زرق و برق، و در اجرا مسطح و کم‌عمق است، به گونه‌ای که انگار با پودر بنفش و رژگونه لکه‌دار شده است.
گاهشماری آثار فلینک، تا آنجا که در نگارخانه‌های همگانی دیده می‌شوند، افزون بر موارد یادشده، شامل «ریش خاکستری» (۱۶۳۹) در درسدن، «یک کماندار جوان» (۱۶۴۰) در کلکسیون والاس، «دختر» (۱۶۴۱) در موزه لوور، یک نقاشی گروهی از یک مرد و زن (۱۶۴۶) در روتردام، یک بانو (۱۶۵۱) در برلین می‌شود.
در نوامبر ۱۶۵۹، شهردار آمستردام با فلینک برای ۱۲ بوم نقاشی که چهار چهره قهرمانانه داوود، سامسون، مانیوس کوریوس دنتاتوس و هوراتیوس کوکلس، و صحنه‌هایی از باتاوی‌ها و رومی‌ها را نشان می‌داد، قرارداد بست. فلینک نتوانست بیش از طرح‌ها را تمام کند. پس از مرگ او، از رامبرانت خواسته شد که یکی از سفارش‌ها را انجام دهد و آخرین نقاشی تاریخی بزرگ خود، «توطئه کلودیوس سیویلیس» را خلق کرد که مقامات آن را رد کردند.
در همان سال، او از شورای شهر کلیفه تقدیر شد و نقاشی «سلیمان» را که همتای اثر آمستردام بود، تکمیل کرد. این نقاشی و دیگر تصاویر و پرتره‌ها، مانند پرتره‌های فریدریش ویلهلم و جان موریس، و تمثیل لوئیزا از اورانژ که با پیروزی و شهرت و دیگر چهره‌ها در کنار گهواره اولین پسر انتخابگر حضور دارند، ناپدید شده‌اند. از چندین نقاشی که برای امرای انتخابگر بزرگ نقاشی شده بود، هیچ‌کدام به جز «اخراج هاجر» در موزه برلین باقی نمانده است.

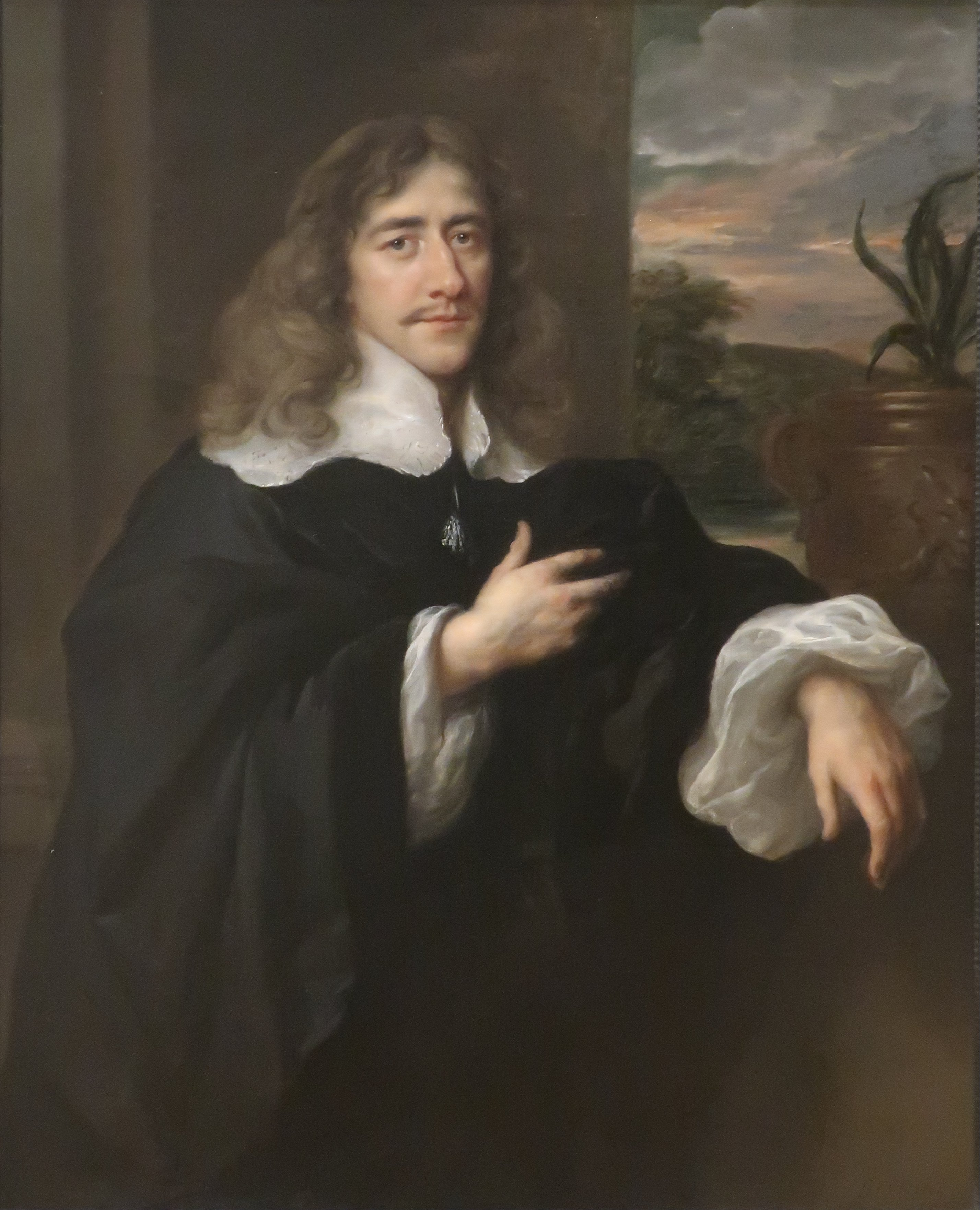
تک‌چهرهٔ پیتر ده خراف
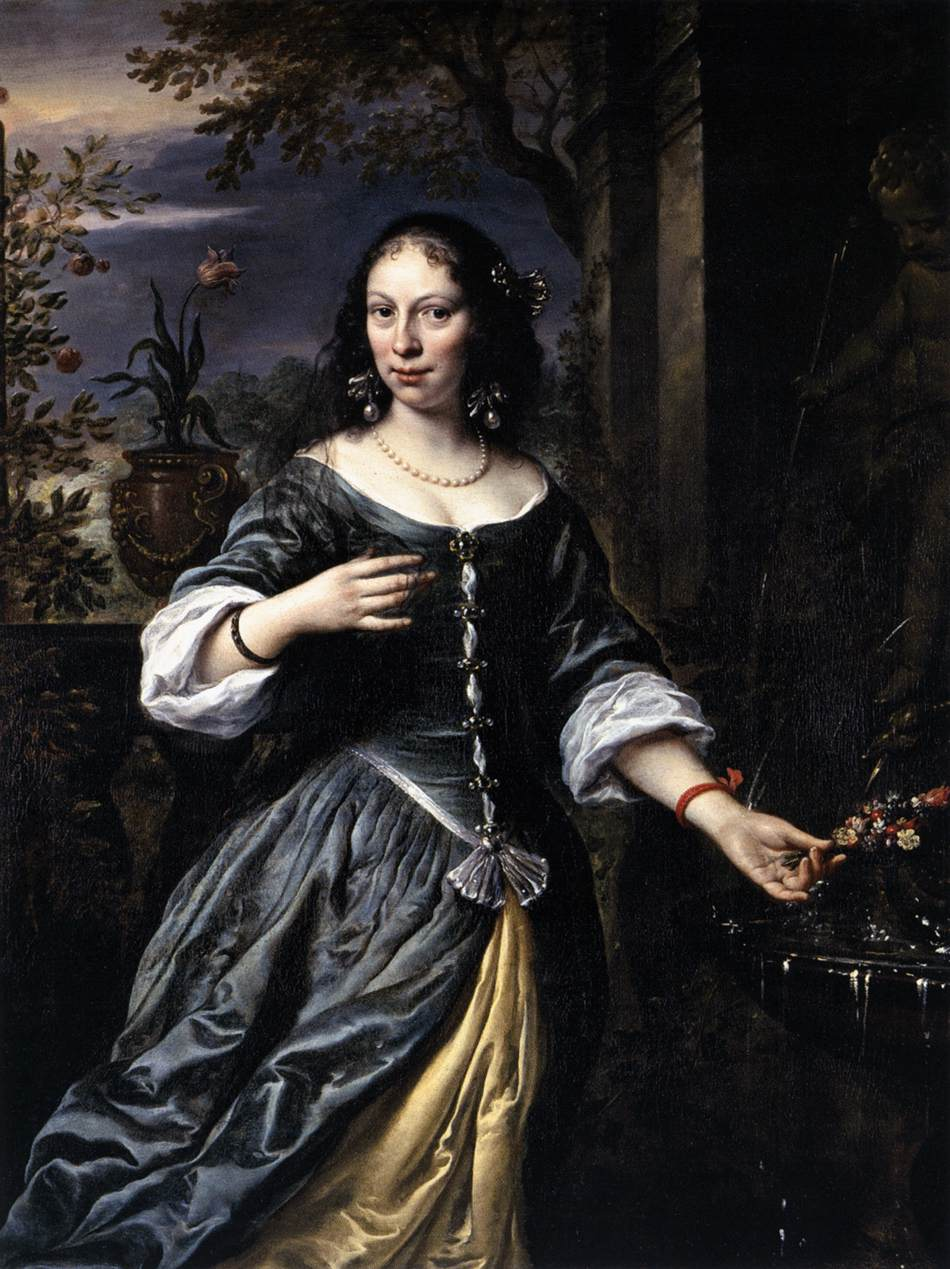
تک‌چهرهٔ سوزانا ون بئرل (۱۶۵۵)
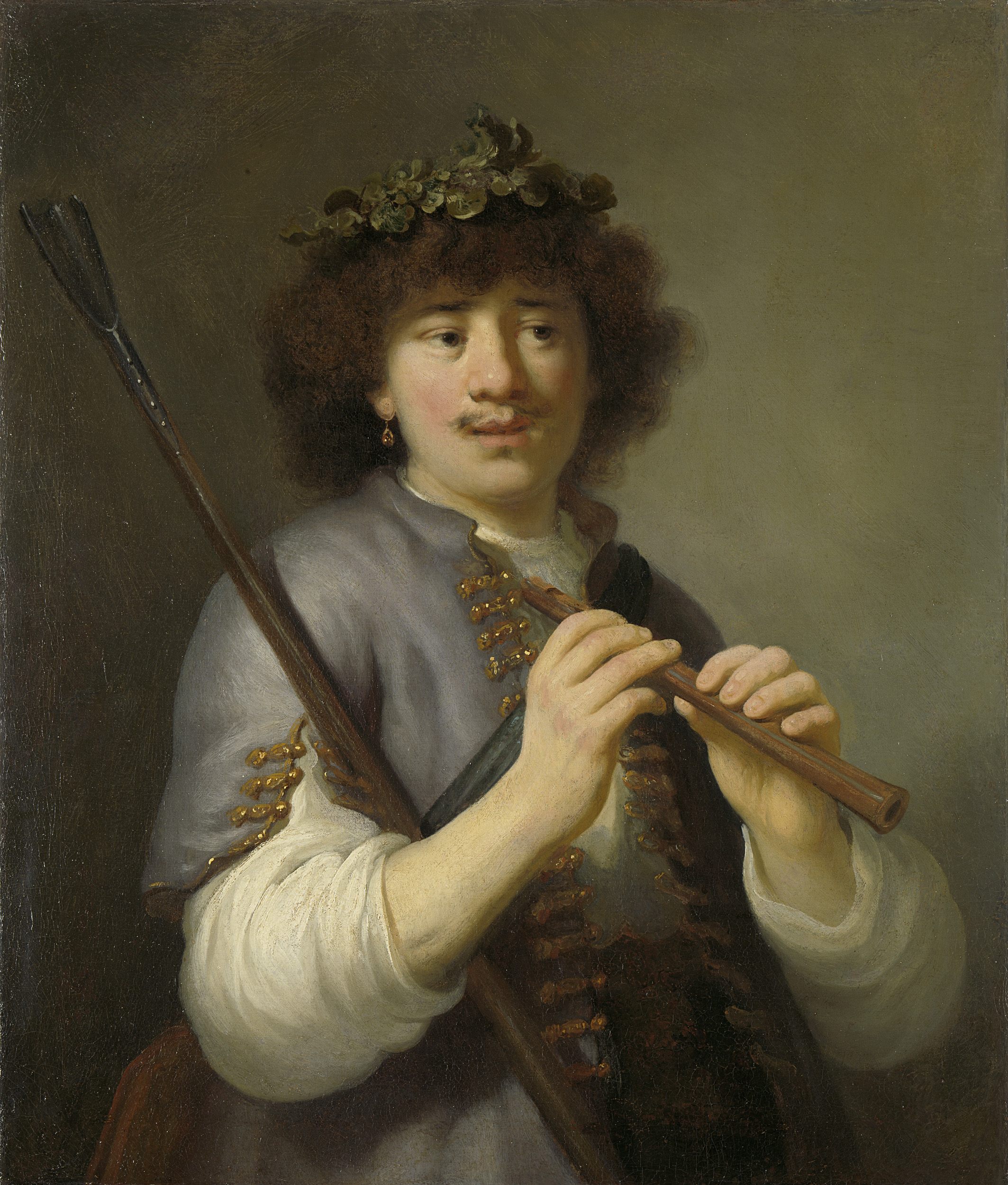
رامبرانت به عنوان چوپان با عصا و فلوت
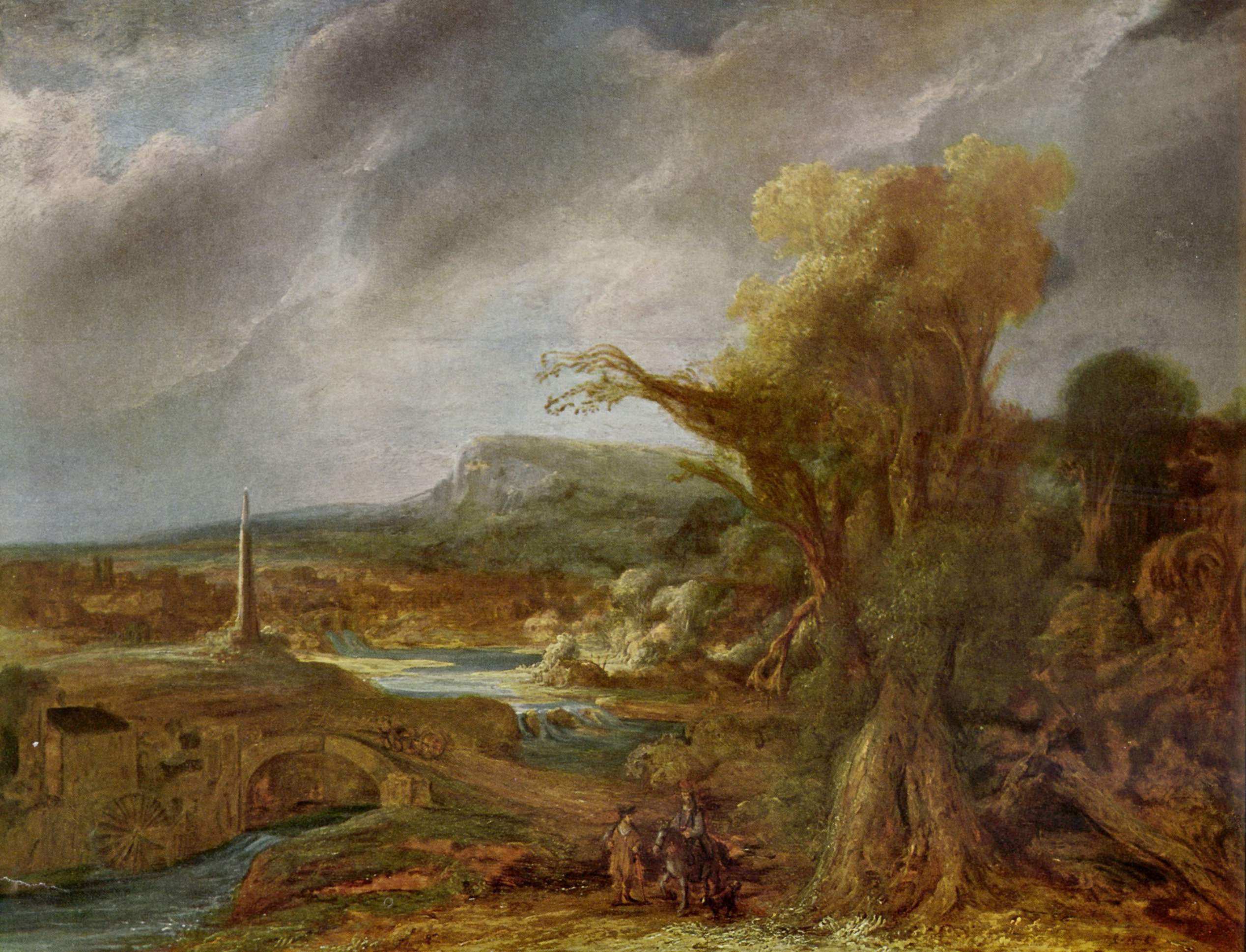
منظره با ابلیسک. قبلاً به اشتباه به رامبرانت نسبت داده شده بود. این نقاشی در سال ۱۹۹۰ از موزه ایزابلا استوارت گاردنر، بوستون دزدیده شد.
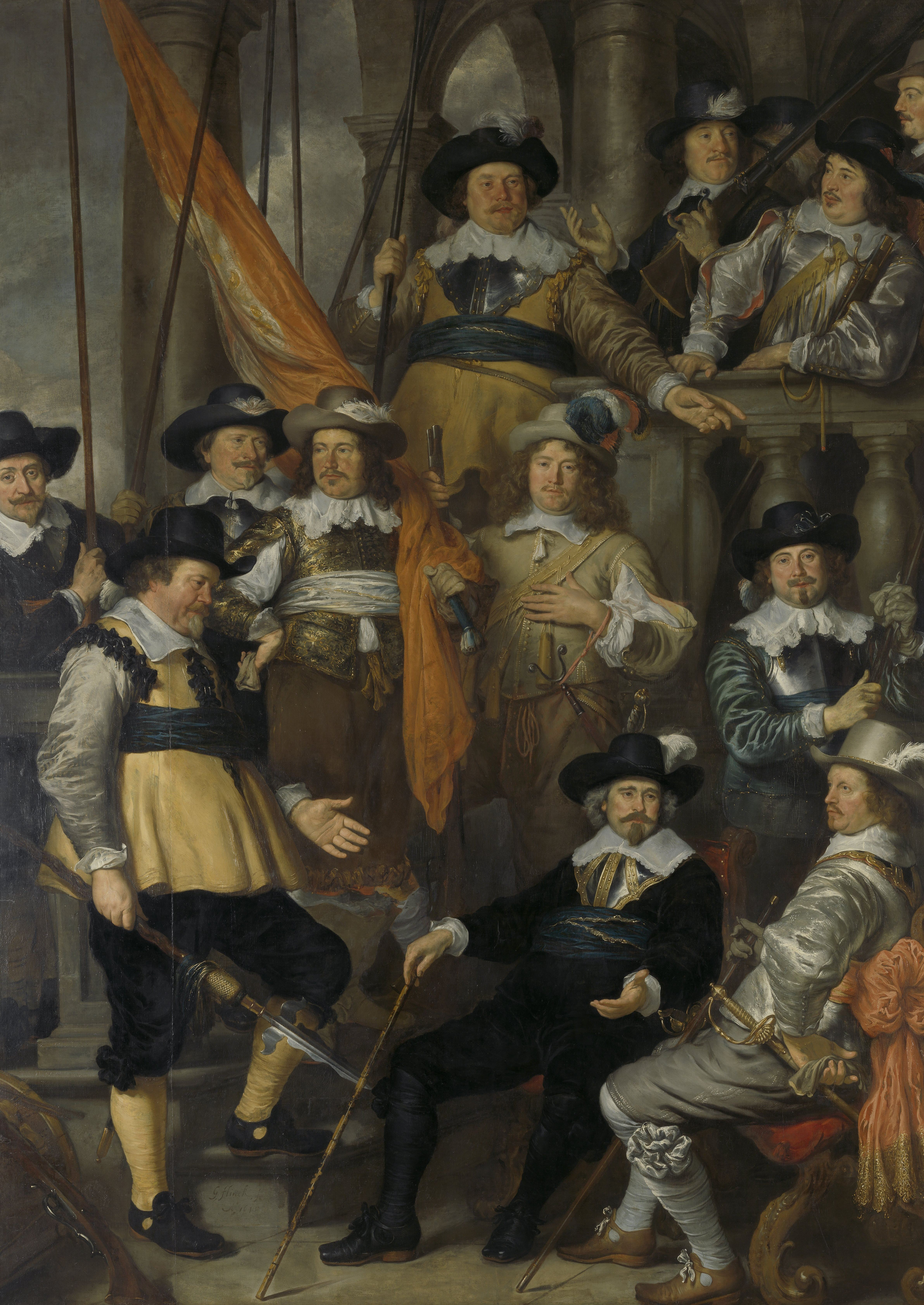
شرکت شبه‌نظامی منطقه XVIII تحت فرماندهی کاپیتان آلبرت باس (۱۶۴۵) (موزه ملی، آمستردام)
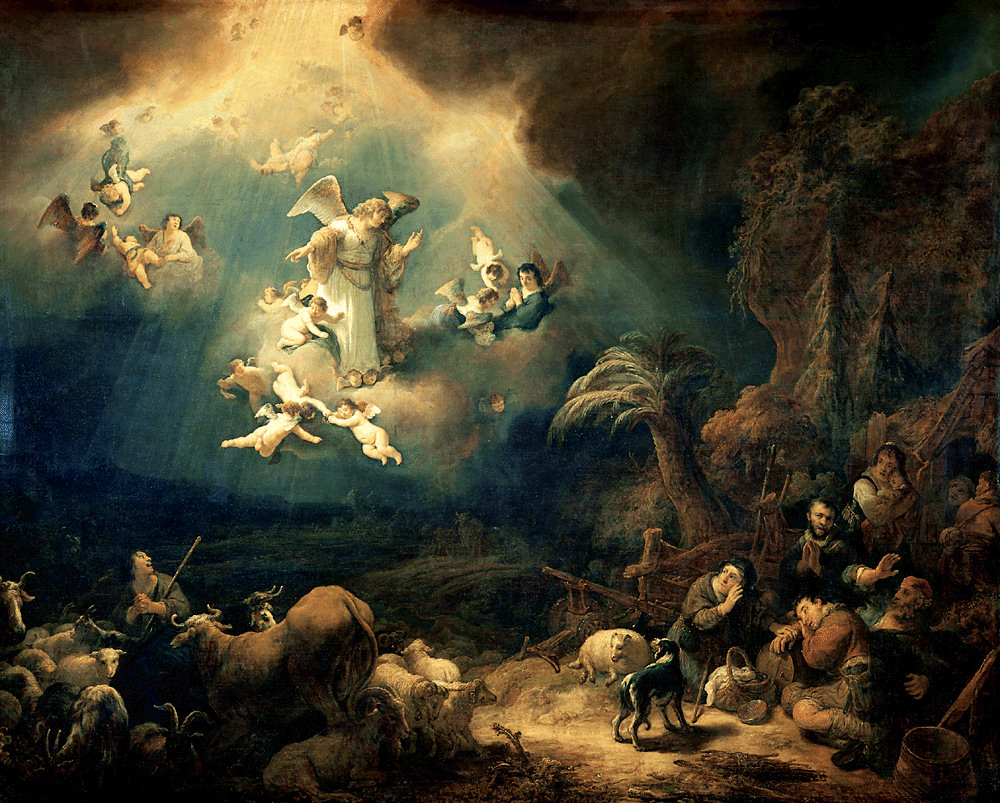
فرشتگان بشارت تولد مسیح به شبانان (۱۶۳۹)، لوور
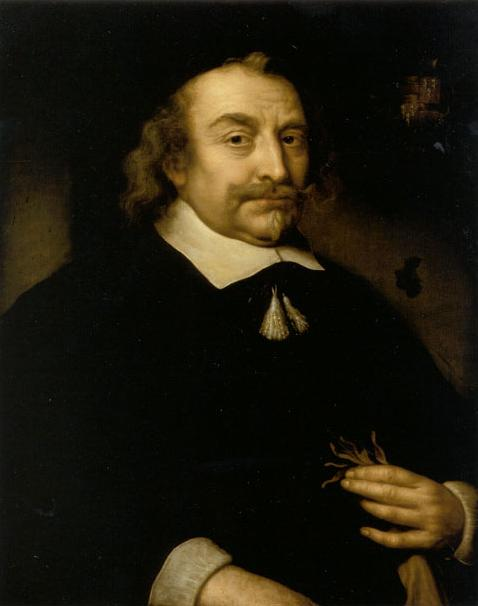
تک‌چهرهٔ کرنلیس بیکر (۱۶۵۴)